# Championnat de Ligue Professionelle 1 2009-2010
Il Championnat de Ligue Professionelle 1 2009-2010 è stato l'84ª edizione della massima serie del campionato tunisino di calcio, disputato tra il 26 luglio 2009 e il 15 maggio 2010, concluso con la vittoria dell'Espérance, al suo ventitreesimo titolo e al secondo consecutivo.
Capocannoniere del torneo è stato Michael Eneramo (Espérance) con 12 reti.

## Squadre partecipanti
| Club             | Stagione | Città         | Stadio                       | Stagione precedente                                |
| ---------------- | -------- | ------------- | ---------------------------- | -------------------------------------------------- |
| Bizertin         | dettagli | Biserta       | Stadio 15 October            | 9º posto in Championnat de Ligue Professionelle 1  |
| Club Africain    | dettagli | Tunisi        | Stadio Olimpico di El Menzah | 2º posto in Championnat de Ligue Professionelle 1  |
| Espérance        | dettagli | Radès         | Stadio Hammadi Agrebi        | 1º posto in Championnat de Ligue Professionelle 1  |
| Espérance Zarzis | dettagli | Zarzis        | Stadio Jlidi                 | 1º posto in Championnat de Ligue Professionelle 2  |
| Étoile du Sahel  | dettagli | Susa          | Stadio Olimpico di Susa      | 3º posto in Championnat de Ligue Professionelle 1  |
| Gafsa            | dettagli | Gafsa         | Stadio Mohamed Rouached      | 11º posto in Championnat de Ligue Professionelle 1 |
| Hammam Lif       | dettagli | Hammam Lif    | Stadio Bou Kornine           | 7º posto in Championnat de Ligue Professionelle 1  |
| Hammam Sousse    | dettagli | Hammam Sousse | Stadio Bou Ali Lahouar       | 8º posto in Championnat de Ligue Professionelle 1  |
| Kairouan         | dettagli | al-Qayrawan   | Stadio Hamda-Laouani         | 2º posto in Championnat de Ligue Professionelle 2  |
| Kasserine        | dettagli | La Marsa      | Stadio Comunale di Kasserine | 12º posto in Championnat de Ligue Professionelle 1 |
| Monastir         | dettagli | Monastir      | Stadio Mustapha Ben Jannet   | 5º posto in Championnat de Ligue Professionelle 1  |
| Olympique Béja   | dettagli | Béja          | Stadio Boujemaa El-Kemiti    | 10º posto in Championnat de Ligue Professionelle 1 |
| Sfaxien          | dettagli | Sfax          | Stadio Taieb Mhiri           | 4º posto in Championnat de Ligue Professionelle 1  |
| Stade Tunisien   | dettagli | Tunisi        | Stadio Chedly Zouiten        | 6º posto in Championnat de Ligue Professionelle 1  |

## Classifica finale
|                    | Pos. | Squadra          | Pt | G  | V  | N  | P  | GF | GS | DR  |
| ------------------ | ---- | ---------------- | -- | -- | -- | -- | -- | -- | -- | --- |
| Tunisia (bandiera) | 1.   | Espérance        | 54 | 26 | 16 | 6  | 4  | 56 | 24 | +32 |
|                    | 2.   | Club Africain    | 50 | 26 | 14 | 8  | 4  | 28 | 15 | +13 |
|                    | 3.   | Étoile du Sahel  | 46 | 26 | 13 | 7  | 6  | 41 | 27 | +14 |
|                    | 4.   | Bizertin         | 40 | 26 | 11 | 7  | 8  | 36 | 33 | +3  |
|                    | 5.   | Stade Tunisien   | 39 | 26 | 10 | 9  | 7  | 22 | 16 | +6  |
|                    | 6.   | Sfaxien          | 37 | 26 | 10 | 7  | 9  | 32 | 26 | +6  |
|                    | 7.   | Olympique Béja   | 32 | 26 | 8  | 8  | 10 | 28 | 32 | -4  |
|                    | 8.   | Kairouan         | 31 | 26 | 9  | 4  | 13 | 22 | 34 | -12 |
|                    | 9.   | Hammam Lif       | 30 | 26 | 8  | 6  | 12 | 30 | 32 | -2  |
|                    | 10.  | Espérance Zarzis | 29 | 26 | 6  | 11 | 9  | 17 | 26 | -9  |
|                    | 11.  | Gafsa            | 28 | 26 | 7  | 7  | 12 | 29 | 39 | -10 |
|                    | 12.  | Hammam Sousse    | 27 | 26 | 7  | 6  | 13 | 28 | 36 | -8  |
|                    | 13.  | Kasserine        | 27 | 26 | 8  | 3  | 15 | 22 | 45 | -23 |
|                    | 14.  | Monastir         | 26 | 26 | 5  | 11 | 10 | 25 | 30 | -5  |

Legenda:
      Campione di Tunisia e ammessa alla CAF Champions League 2011.
      Ammessa alla CAF Champions League 2011.
      Ammesse alla Coppa della Confederazione CAF 2011
      Retrocesse in Championnat de Ligue Professionelle 2 2010-2011.